# Allington (Lincolnshire)
Pour les articles homonymes, voir Allington.
Allington est une paroisse civile et un village du Lincolnshire, en Angleterre.